# I (上白石萌音のアルバム)
『i』（アイ）は、上白石萌音の3枚目のアルバムであり、自身2枚目のオリジナルアルバム。2019年7月10日にユニバーサルミュージックから発売。

## 収録曲
1. 永遠はきらい[4] (4:09)
作詞:YUKI / 作曲・編曲:n-buna
2. Ao (4:36)
作詞:空谷泉身 / 作曲:酒井ヤスナ /編曲:横山裕章
3. ハッピーエンド [5][6] （＋内澤崇仁）(4:50)
作詞・作曲・編曲:内澤崇仁（androp） 
  - 映画『L♡DK ひとつ屋根の下、「スキ」がふたつ。』エンディングテーマ
4. 巡る (5:09)
作詞: mio/ 作曲:GENMAI /編曲:横山裕章
5. ひとりごと (5:07)
作詞:上白石萌音・田中秀典  / 作曲:キクイケテロウ / 編曲:伊藤立・田中秀典

## タイアップ
| タイトル       | タイアップ                                            | 収録曲                                       |
| -------------- | ----------------------------------------------------- | -------------------------------------------- |
| ハッピーエンド | 映画『L♡DK ひとつ屋根の下、「スキ」がふたつ。』主題歌 | 配信シングル「ハッピーエンド」 アルバム『i』 |